# قلعة آل سمحان
قلعة آل سمحان هي قلعة تاريخية قديمة تقع في قرية رأس كركر على بعد 12 كم إلى الشمال الغربي من مدينة رام الله. تم تأسيسها عام 1214 هجري، وتعد من أكبر القلاع الفلسطينية، مصنفة ضمن قرى الكراسي في العمارة الفلسطينية. سُميت نسبة إلى الشيخ إسماعيل سمحان الذي قام ببنائها. سكنتها 52 عائلة من نسل آل سمحان.

## التاريخ
عاش مشايخ القيسية من آل سمحان في الشمال من جبال القدس، محافظة رام الله اليوم، وبسبب اندلاع الحروب بين القيسية واليمينة التي كانت تنقسم بينها العشائر في القرية في ظل ضعف الدولة العثمانية، وتفرد العشائر بالسلطة، تم بناء القلعة التي ترتفع عن سطح البحر بمعدل 600 متر، أعلى نقطة جبلية في قرية راس كركر. أصبحت القلعة بمثابة عاصمة في تلك المنطقة، وشاهدة على التاريخ الفلسطيني والصراع الريفي في جبال الوسط، في القرنين الثامن والتاسع عشر. حيث شكلت القلعة مركز زعماء حزب قيس في جبال القدس الذين مثلوا آل سمحان، وخاضوا الحروب والصراعات مع قرى الكراسي في المنطقة الوسطى، وشكلوا نفوذهم في الجزء الشمالي، وفي هذا الصراع لم يتبقَ سوى بعض القلاع منها قلعة آل سمحان.
استغرق بناء القلعة 14 عام، وسكنها آل سمحان على عدة مراحل، وانتهى رحيلهم عليها في العام 1799 وهو التاريخ المحفور على البوابة الرئيسية للقلعة. غادر آل سمحان القرية منذ حوالي 40 عام، لأسباب تمثلت في تقدم الحياة في القرية وبناء بيوت بطابع معماري حديث، وضيق المساحة في القلعة، والبحث عن الخصوصية والاستقلال. ما زال سكان القلعة يحتفظون بمفاتيح بيوتهم وغرفهم فيها، وأصبحت القلعة اليوم تستخدم لإحياء بعض المناسبات في القرية، إلى جانب كونها موروث معماري وتاريخي عظيم.

## العمارة
يصنف بناء القلعة ضمن النمط العثماني في العمارة، نظراً لوجود السلطة العثمانية في ذلك الوقت. يطلق عليها علالي سمحان، وهو جمع علية، وهي الغرفة الموجودة في أعلى مكان في القلعة، والتي تعبر عن المكانة الاجتماعية العالية لصاحابها في المجتمع الفلسطيني الريفي، طلت القلعة على القرى المجاورة وعلى الساحل الفلسطيني، وذلك أكسبها صفة العلالي من ناحية جغرافية ومعمارية. إلى الجنوب من القلعة يوجد وادي الدلب الذي يفصل بين القيسية واليمينة. تكونت القلعة من 56 غرفة متوسطة الحجم، ومعصرة للزيت مصنوعة من الحجر، وآبار، ومخازن، واسطبلات للخيل، وساحة مفتوحة في الوسط من القلعة، والبوابة الرئيسية في الجهة الشمالية، وباب سري عُرف بالسرداب، والعلية التي تُعد من أهم المرافق المعمارية في العمارة الفلسطينية المتمثلة في قرى الكراسي.
تتكون القلعة من بوابة رئيسية واحدة تأتي في الجهة الشمالية من القلعة تؤدي إلى بهو يتكون من عقدين متقاطعين، يتوجه العقد الثاني إلى غرفة الحارس من الجهة الغربية، وحوش القلعة الرئيسي من الجهة الشرقية من خلال المرور بعقد برميلي، تُطل البيوت الخاصة بسكان القلعة على الحوش وهو الساحة المفتوحة التي تتوسط القلعة. تكونت القلعة من طابقين، الطابق السفلي الذي يطلق عليه قاع البيت انقسم إلى قسمين القسم الاول للمواشي والخيول، والقسم الثاني كان خوابي لتخزين الحبوب والمحاصيل، أما الطابق العلوي المعروف بالمصطبة كان مخصص للعائلات، التي كان كل منهم له حدود خاصة ببيته لاستثناء الحوش المخصص للجميع. يوجد فناء داخلي من الجهة الجهة الغربية للحوش، ومن الجهة الشمالية للحوش يوجد درج يتجه إلى الطابق الاول، ويؤدي إلى ساحة علوية. ديوان المختار الذي يقع في الجهة الجنوبة الغربية للطابق الأول وينفصل بشكل تام عن باقي مباني القلعة، تم الدخول إليه من خلال درج خارجي في الجهة الجنوبية، ولم يكن يطل على ساحة. يقع سكن الشيخ الخاص والمتكون من خمسة غرف، في الجهة الجنوبية من الطابق الأول، كان يُطل على ساحة، بالإضافة لوجود مطبخ، فَصل درج رفيع بين العلية والمكان الذي سكنت في عائلة الشيخ. تواجدت العلية في أعلى القلعة وطلت على الديوان بشبابيك مقوسة، وتزينت من الداخل بزخارف ورسومات، ويعلو سقف العلية نجمة، وكان مقابل العلية غرفة صغيرة لغلي القهوة وتقديمها لضيوف المختار في العلية. ظهرت على جدران القلعة العلوية فوهات لإطلاق النار استخدمت أثناء حصار القلعة، ووجد سرداب سري في أحد غرف القلعة يصل إلى نفق طويل خارج القلعة. 

## صور

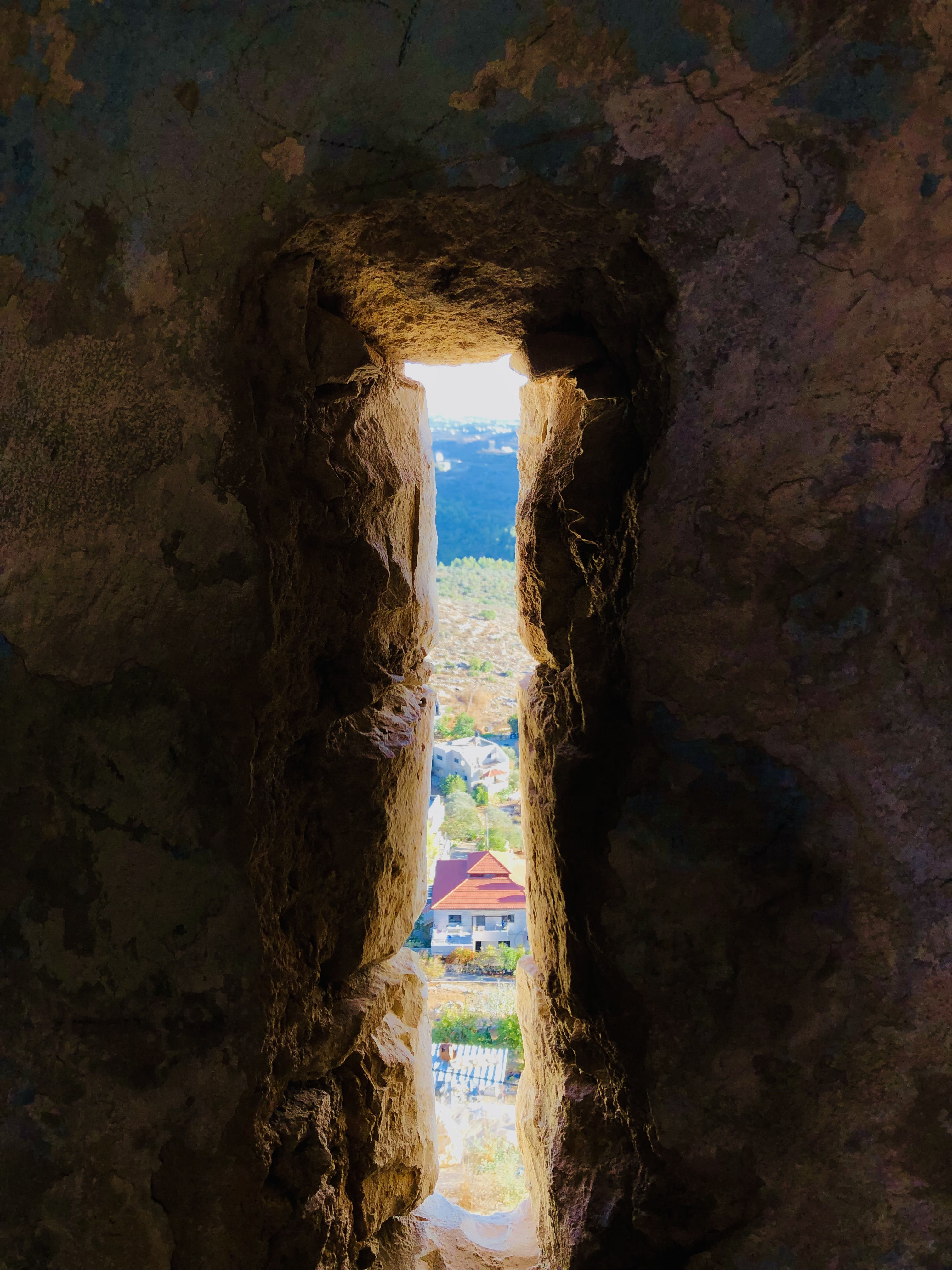
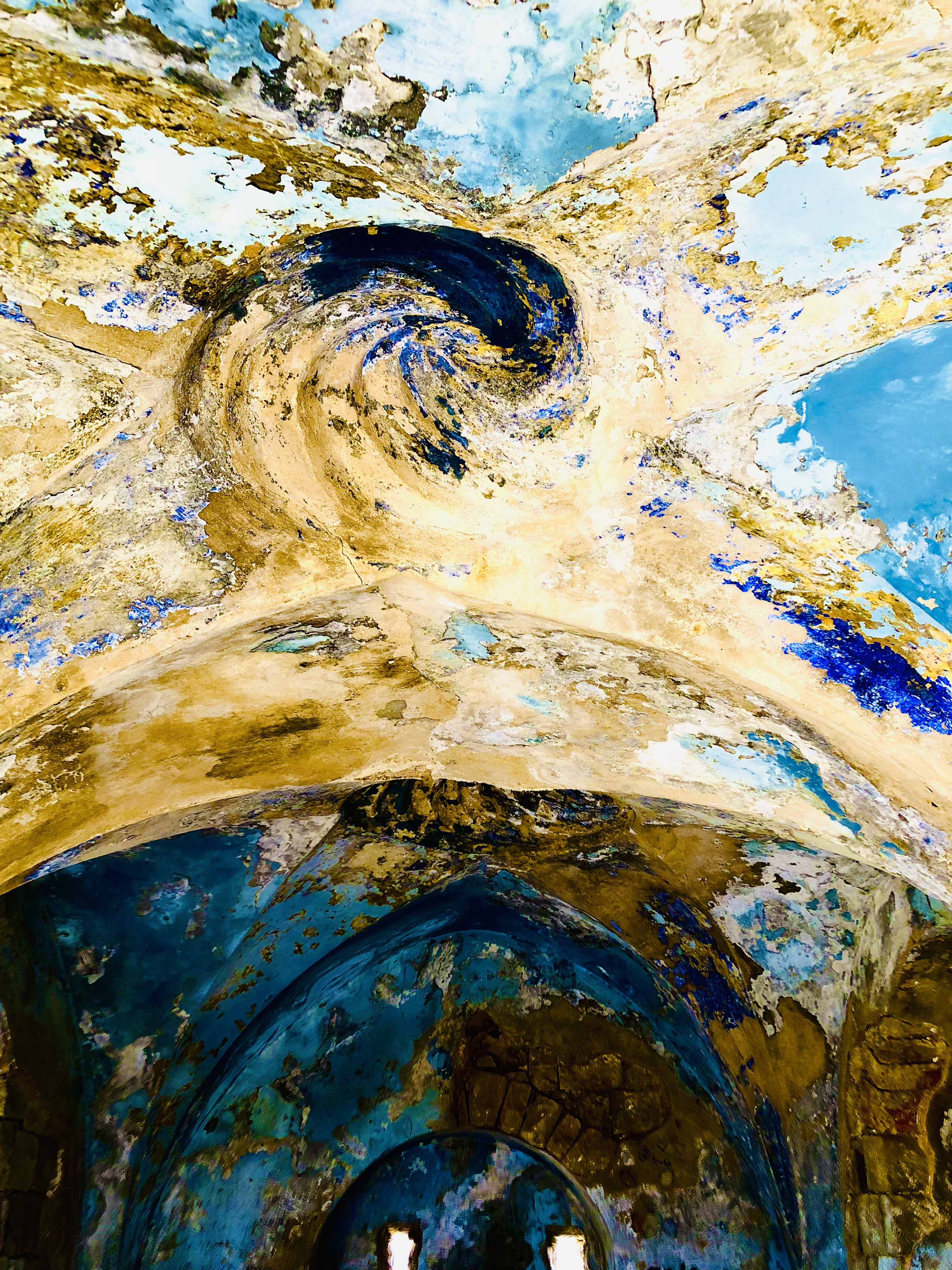
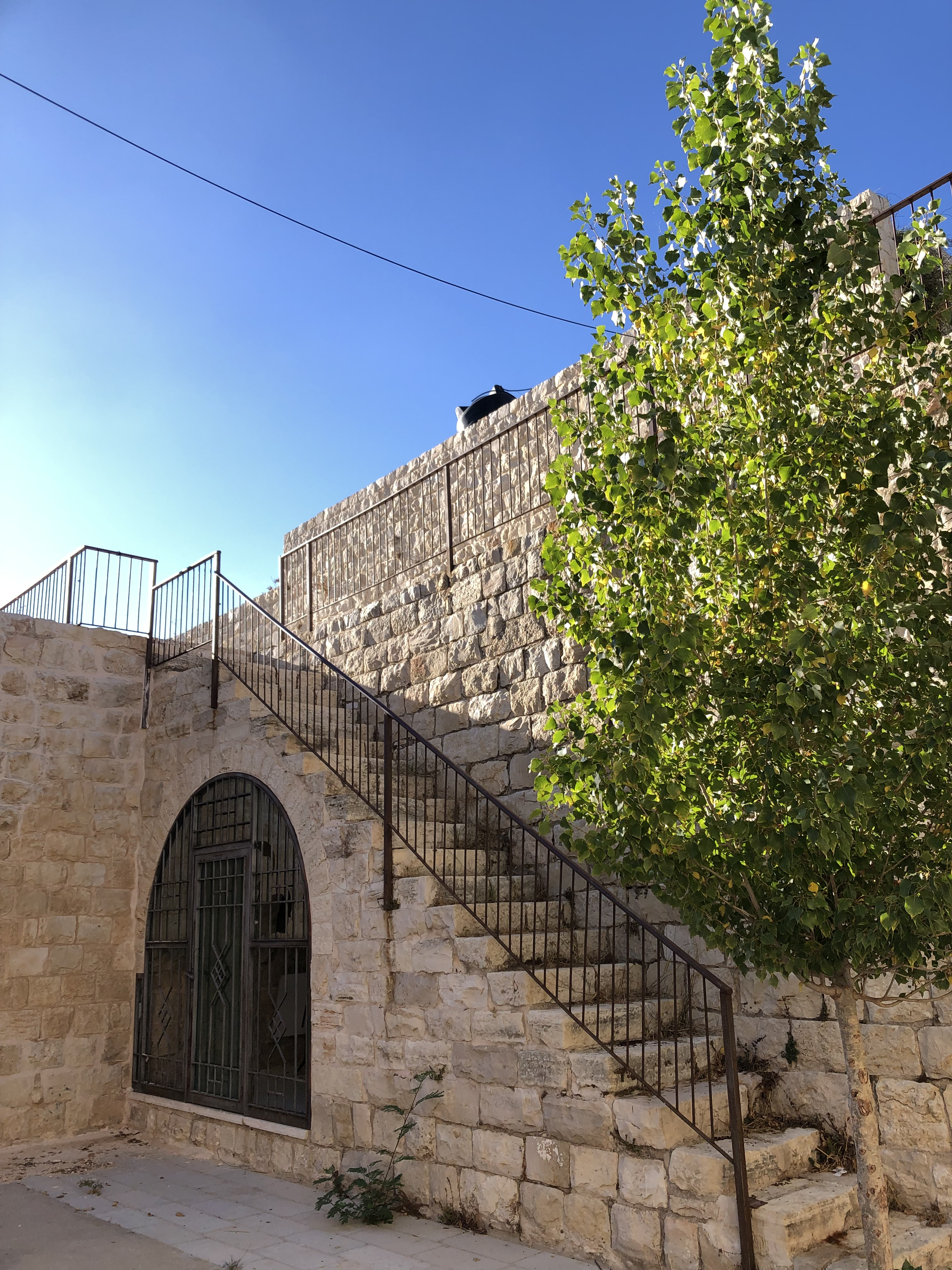
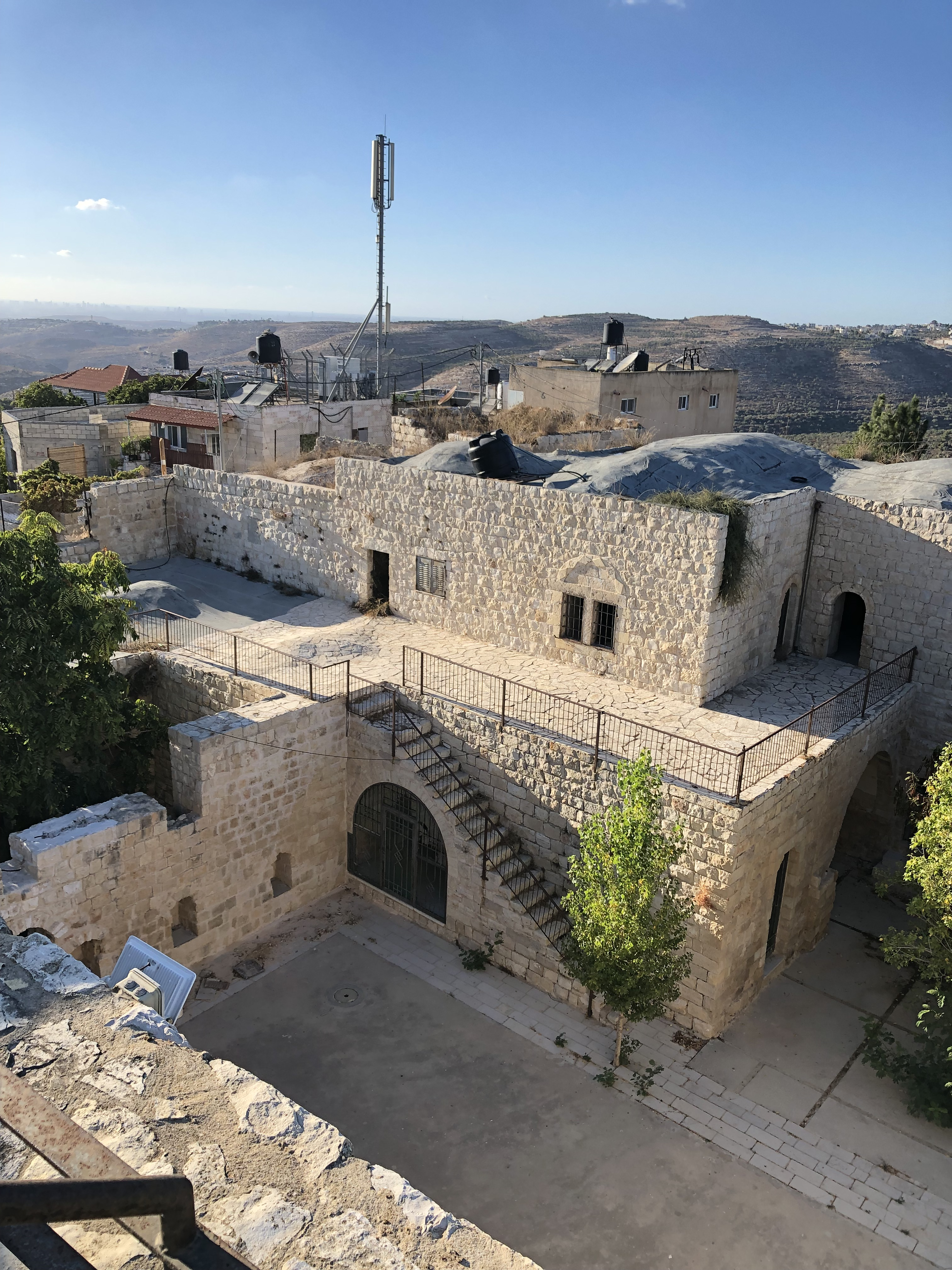
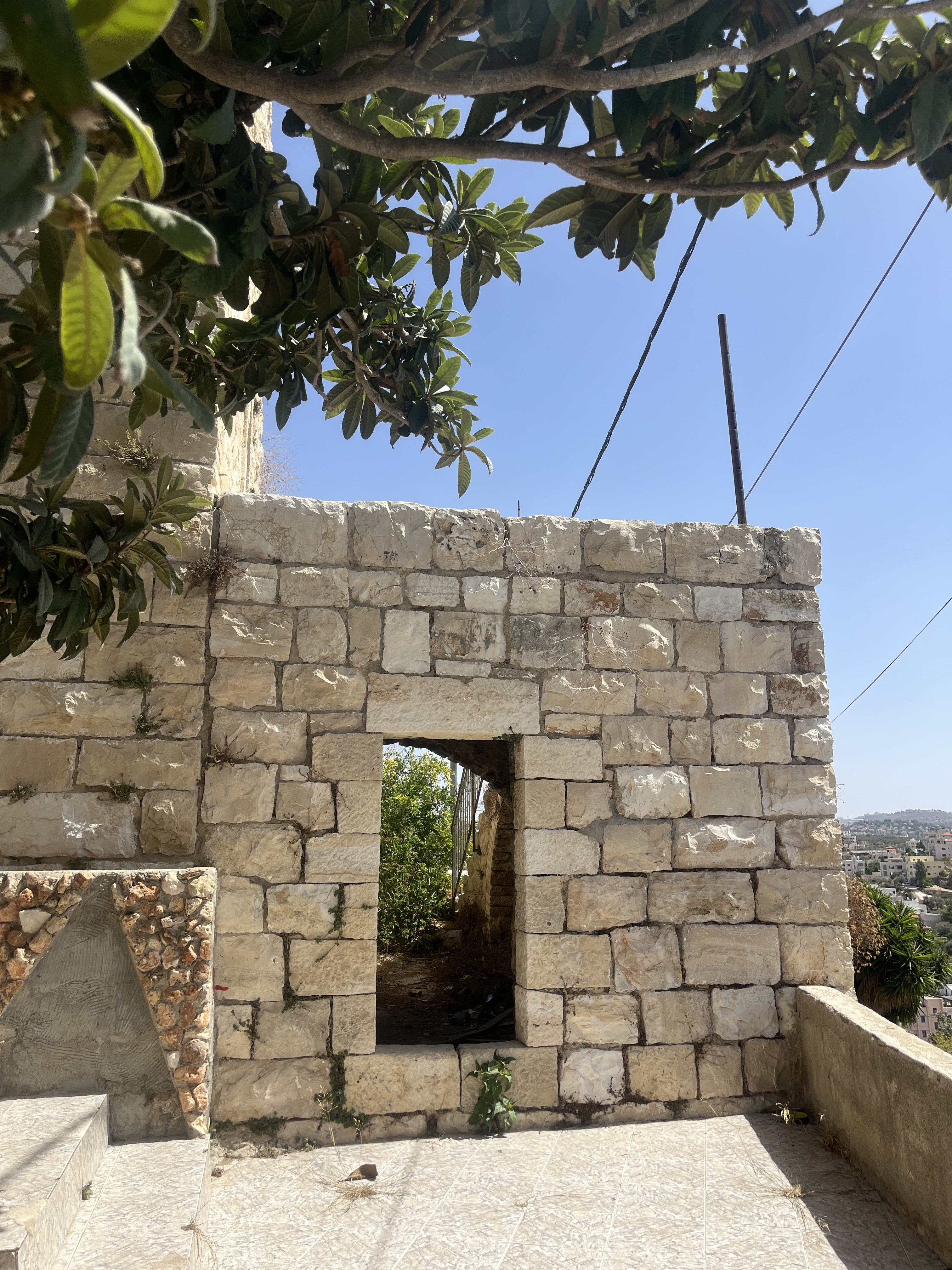